# Ronin Blade
Ronin Blade (新時代劇アクション 羅刹の剣?, Shin Jidaigeki Action: Rasetsu no Ken) è un videogioco del 1999 sviluppato e pubblicato da Konami per PlayStation. Pubblicato in America settentrionale con il titolo Soul of the Samurai, il gioco è stato paragonato a Resident Evil e Tenchu.